# Evangelismos
Evangelismos è una stazione della Linea 3 della Metropolitana di Atene che esce sul  viale Vasilissis Sofias ed è vicina all'omonimo ospedale, alla Pinacoteca nazionale di Atene, al Museo della guerra, al Museo bizantino e cristiano e all'Hotel Hilton di Atene. La stazione, inaugurata nel 2000, serve i quartieri di Kolonaki e di Pangrati noti per i loro centri culturali e di shopping e per i loro caffè. Inoltre molte ambasciate e sedi di grosse società si trovano sul viale o nelle sue vicinanze.